# Franciszek Torosiewicz
Franciszek Torosiewicz (16. září 1812 – 10. května 1873) byl rakouský politik z Haliče, v 2. polovině 19. století poslanec Říšské rady.

## Biografie
Byl majitelem panství Holhoca (Hołhocze) na dnešní západní Ukrajině.
V 60. letech byl zvolen na Haličský zemský sněm za velkostatkářskou kurii. Zemský sněm ho roku 1868 zvolil i do Říšské rady (celostátní parlament, tehdy ještě volený nepřímo zemskými sněmy). 22. října 1868 složil slib, 14. prosince 1869 po znovuzvolení opětovně složil slib. Dopisem z 31. března 1870 složil mandát v rámci hromadných rezignací polských poslanců..